# Károlyi József (politikus)
nagykárolyi gróf Károlyi József Mária Béla Márton (Budapest, 1884. november 8. – Budapest, 1934. szeptember 10.), az egyik kiemelkedőbb legitimista politikus a Horthy-korszakban, nagybirtokos, Fejér vármegye főispánja, az Aranygyapjas rend tulajdonosa. Károlyi Mihály (1875–1955) politikus, miniszterelnök féltestvére.

## Élete

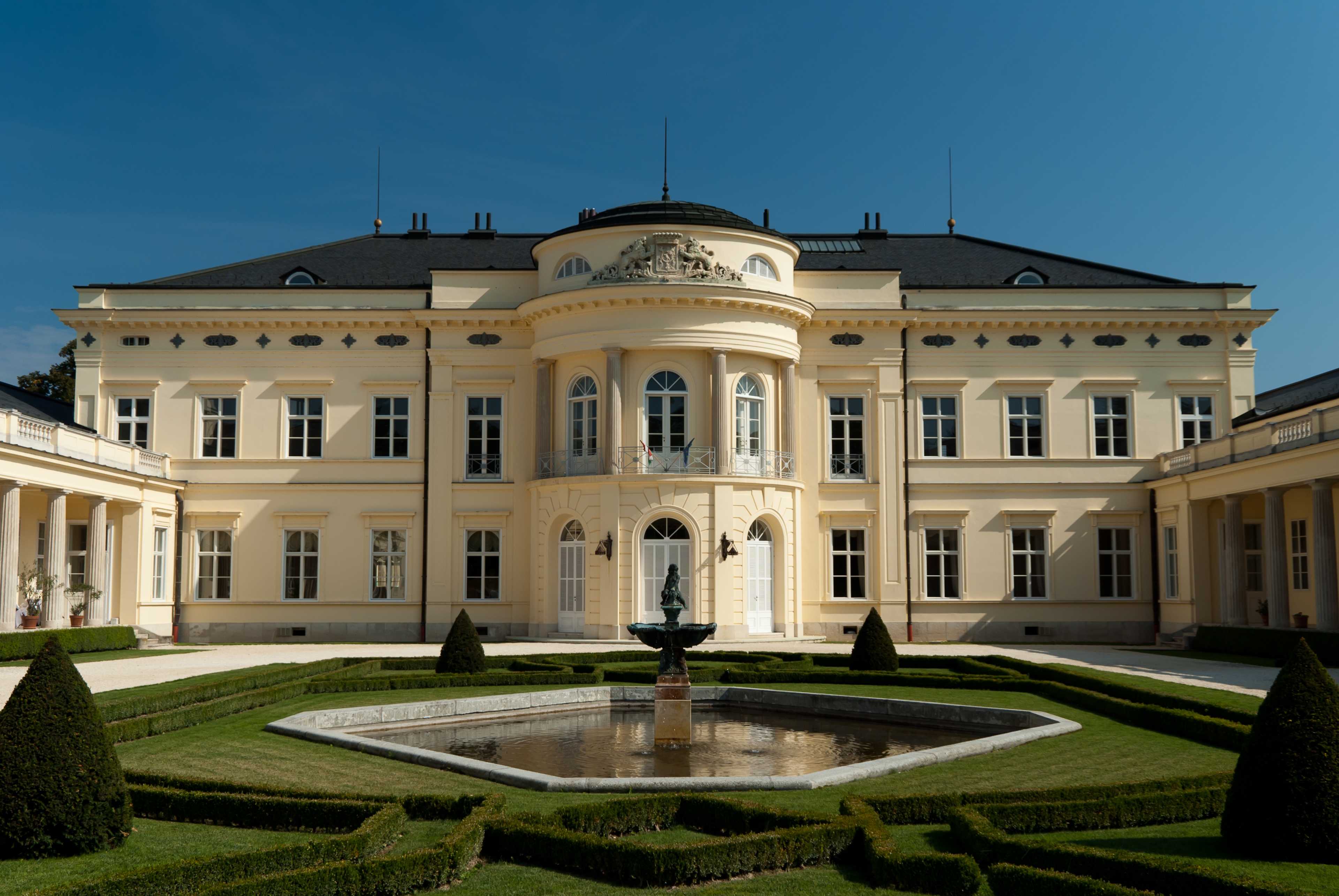
A fehérvárcsurgói Károlyi kastély, gróf Károlyi József lakóhelye.

A budapesti V. kerületi főgimnázium elvégzése után a budapesti egyetemen jogot végzett és 1909-ben államtudományi doktor lett. Ismereteinek gyarapítása céljából több nagy utazást tett Angliában, Francia-, Német- és Olaszországban, Svájcban, valamint Afrikában is.
1910-ben Nagykárolyban pártonkívüli programmal választották meg képviselővé. Mandátuma ideje alatt részt vett a véderővitában és az indemnitás elfogadása körüli vitákban. 1912. június 5-én Károlyi Mihállyal együtt rendőri karhatalommal távolították el a Parlament ülésterméből. 1913-ban belépett a Függetlenségi Pártba. 1917-ben Fejér vármegye főispánja lett. 1918-ban a forradalom kitörésekor lemondott állásáról és a legagresszívebb ellenfele lett a Károlyi Mihály rezsimnek. Bátyja viselkedéséről táplált elítélő nézetét nyíltan hangoztatta és ezért sokszor zaklatták. Fejér vármegye 1919 február harmadikán tartott törvényhatósági közgyűlése az ő indítványára egyhangúlag bizalmatlanságot szavazott a Károlyi-kormánynak. Ez volt az első nyílt ellenforradalmi megnyilatkozás. A tanácskormány hatalomra jutása után Bécsbe menekült, majd Pozsonyba és Kassára ment. Itt kapta a Tanácsköztársaság bukásának hírét és ekkor hazajött Magyarországra. Az új kormány megbízásából Székesfehérvár város és Fejér vármegye főispánja lett. Állásáról 1921. október 22.-én mondott le, néhai IV. Károly magyar király őrizetbevétele miatt.
1922. február végén követte a száműzött királyt Madeirába és csak a nemzetgyűlési választásokra tért vissza, amikor Székesfehérváron választották meg pártonkívüli legitimista programmal országgyűlési képviselővé. Rövidesen visszatért a királyi családhoz, így ott volt IV. Károly király halálos ágyánál is. IV. Károly király halála után ugyancsak hosszú időn át tartózkodott a királyi család környezetében Funchalban, illetve Lequeitóban. Károlyi József gróf 1922-ben azt jelentette ki, hogy: "Nem politikai ambíciók, vagy nagyravágyás vittek engem az ő útjába, hanem az őseinktől örökölt hagyományos, alkotmányos királyhűség, melyet az októberi forradalmi szellemmel szemben a hitemhez és hazámhoz való ragaszkodással együtt legdrágább kincsemként őrzök". IV. Károly halála után a királyné és a királyi család ekkor hontalan volt. A lovagias XIII. Alfonz spanyol király meghívta őket Spanyolországba. 1922. április 16.-án Hunyady Ferenc gróf főudvarmester és a király öccse, Miksa főherceg megérkeztek Funchalba és április 26.-án Károlyi Józseffel együtt utaztak Madridba, a királyi család áttelepülésével kapcsolatos dolgok intézésére. 1925 elején visszatért Spanyolországból és beszámolójában szembefordult a puccslegitimistákkal.
Részt vett a Magyar Férfiak Szent Korona Szövetségének megalapításában, és annak egyik alapító elnöke lett. Károlyi József gróf az 1926-os Nemzetgyűlési választások előtt kijelentette, hogy a jelöltséget csak mint pártonkívüli vállalhatja; elveiben pedig a keresztény és nemzeti eszméket követi. Sokat csalódott, nem eszméiben, de az emberekben, akiknek a kereszténysége olykor csak hangos szavakban nyilvánul meg; olyan emberekre van azonban szükség, akik eszményeiknek áldozatra kész harcosai is. A keresztény erkölcs a közélet tisztaságát, a belső keresztény meggyőződést, a mások meggyőződésének tiszteletben tartását és a saját anyagi érdek háttérbe szorítását kívánja meg a közérdekkel szemben. A magyar nemzeti gondolatot felül kell helyezni minden párt- és osztály érdeken. Ha a nemzeti egység gondolata nem tudja egyesíteni az egy világnézetet vallókat, akkor nagyon sötét napok köszönthetnek a nemzetre. Magyarország integritásának helyreállítását programja egyik célkitűzésének tekinti, és hisz a magyar szentkorona-eszmében, amely mindig összetartotta az egész politikai nemzetet. Hisz a magyarság Duna-völgyi küldetésében, a jog, a törvény és az igazság erejében. Minden jog Istentől származik; semmiféle forradalmat jogforrásnak el nem ismer. Hisz a magyar alkotmány sérthetetlenségében: ebből folyik az a követelmény, hogy a magyar király csak alkotmányosan uralkodhat, és a koronázás képezi a felbonthatatlan kapcsolatot a király és a nemzet között. 1926. október 3-án ugyancsak a békés, alkotmányos eszközökkel dolgozó legitimista politika mellett foglalt állást. Az új országgyűlésbe ismét a székesfehérvári választókerület küldötte be a keresztény gazdasági és szociális párt programja alapján, Saly Endre szociáldemokrata jelölttel szemben nagy szótöbbséggel.
Aktív társasági életet élt: a Pannónia evezősklub alelnöke, Szatmár, Pest és Fejér megyékben virilis bizottsági tag; a csurgói és a sőregi majorainak ura volt. Az új Ház megalakulásakor korjegyző volt. Elnöke a Fejérmegyei Gazdasági Egyesületnek, valamint számos kultúr- és karitatív társadalmi egyesületnek. Halála előtt nem sokkal levélben kibékült bátyjával, Károlyi Mihállyal.
Gróf Károlyi József halála után Ottó királyfi alsó- és felsősurányi gróf Sigray Antal (1879–1947) országgyűlési képviselőt bízta meg a magyar legitimista politika irányításával;  Apponyi gróf halála óta Sigray Antal gróf Zichy János gróf mellett a legitimizmus egyik leghivatottabb képviselője volt.

## Családja
Az ősrégi római katolikus főnemesi gróf nagykárolyi Károlyi család sarja. Édesapja gróf nagykárolyi Károlyi Gyula (1837-1890), a Magyar Vöröskereszt első elnöke, édesanyja erdődi Pálffy Mária Geraldine (1859-1928) grófnő volt.
Apai nagyszülei gróf nagykárolyi Károlyi György (1802–1877), Szatmár vármegye főispánja, reformer politikus (Batthyány Lajos sógora), és gróf zicsi és vázsonykői Zichy Karolina (1818–1903).
Anyai nagyszülei gróf erdődi Pálffy Pál (1827–1866), Pozsony vármegye örökös főispánja, nagybirtokos, és gróf nagykárolyi Károlyi Geraldine (1836–1915) .
Nagylévárdon 1913. június 18.-án feleségül vette gróf Wenckheim Margitot (*Nagylévárd, 1892. november 30. – †Tracy-le-Mont, Franciaország, 1964. február 26.). Házasságukból született fiúk:
- István (*Fehérvárcsurgó, 1920. augusztus 8. – †Párizs, 2009. január 20.). Első felesége Pólya Katalin (*Budapest, 1919. szeptember 19. – †Budapest, 2006. október 30). Második felesége Jacqueline Siou (*Lieuvillers, Franciaország, 1922. november 2. – †Lieuvillers, 2004. március 8.).

Testvérei:
- Zsuzsanna (*Budapest, 1882. május 24. – †Budapest, 1930. január 17.). Férje Batthyány Gyula (*Ikervár, 1887. május 10. – †Budapest, 1959. január 4.) festőművész.
- Júlia (*Parád, 1883. június 1. – †Balatonrendes, 1954. június 29.). Férje Festetics Sándor (Dég, 1882. május 31.) – †Balatonrendes, 1956. szeptember 1.) miniszter.
- Geraldine (*Parád, 1886. december 5. – †Gardone Riviera, 1909. január 15.).

Féltestvérei:
- Erzsébet (*Budapest, 1872. május 17. – †München, 1954. március 24.). Férje Pappenheim Siegfried (*Graz, 1868. január 12. – †Iszkaszentgyörgy, 1936. május 26.).
- Mihály (*Budapest, 1875. március 4. – †Vence, 1955. március 20.) miniszterelnök. Felesége Andrássy Katinka (*Tiszadob, 1892. szeptember 21. – †Antibes, 1985. június 12.).